# Jan Evangelista Urban
Jan Evangelista Urban (20. února 1901, Praha – 7. ledna 1991, Nespeky) byl římskokatolický kněz a františkán, jeden z předních českých teologů a filosofů 20. století.

## Život
Narodil se v rodině železničáře a pradleny jakožto Josef Urban (Jan Evangelista je řádové jméno). Studoval na gymnáziu, v roce 1918 vstoupil do řádu františkánů. Studoval na františkánském institutu v Bolzanu a filosofii a teologii v Praze, na kněze byl vysvěcen v roce 1924. V roce 1927 založil řeholní institut sester Apoštolátu III. řádu sv. Františka (lidově „urbanky“), jehož posláním byl laický apoštolát, katecheze a sociální a charitní služby. V roce 1930 získal doktorát filosofie na FF UK (disertační práce Universalie u sv. Bonaventury). V letech 1933–1948 byl šéfredaktorem časopisu Serafínský prapor. V roce 1937 založil Studium catholicum (ústav pro teologické vzdělávání laiků) a byl ustanoven jeho rektorem. Mimo to se soustředil na pastorační a sociální práci na pražské periferii. V letech 1938–1941 byl provinciálem řádu, po druhé světové válce byl jedním z vážných kandidátů na úřad pražského arcibiskupa.
V březnu 1950 byl zatčen a počátkem dubna odsouzen v monstrprocesu Machalka a spol. s představiteli řádů ke 14 letům vězení. Urban byl v tomto procesu obviňován ze spolupráce s gestapem. Vězněn byl na Mírově a ve Valdicích. Ve vězení onemocněl tuberkulózou a jelikož mu byla odepírána nutná léčba, trpěl v důsledku toho doživotními následky. Po propuštění (na amnestii v roce 1960) se mohl k duchovní službě vrátit až v roce 1968; v roce 1974 mu však byl státní souhlas znovu odebrán. V době pádu komunistické diktatury byl už vážně nemocen. V současné době[kdy?] je zkoumána možnost jeho svatořečení.

## Dílo
- K Bohu. Průvodce duchovního života katolické inteligence (1933)
- Zásady života (1936)
- Cesty k víře (1946)
- Duchovní život (1946)
- Učení víry pro vstup dospělých do Církve Kristovy (1946)
- Dnešní přístup k teologii. Křesťan v současném světě (1969)
- Velká obnova. O kontemplaci (1991)
- Vzrůst ke Kristu (2 svazky, 1993).